# József Mindszenty

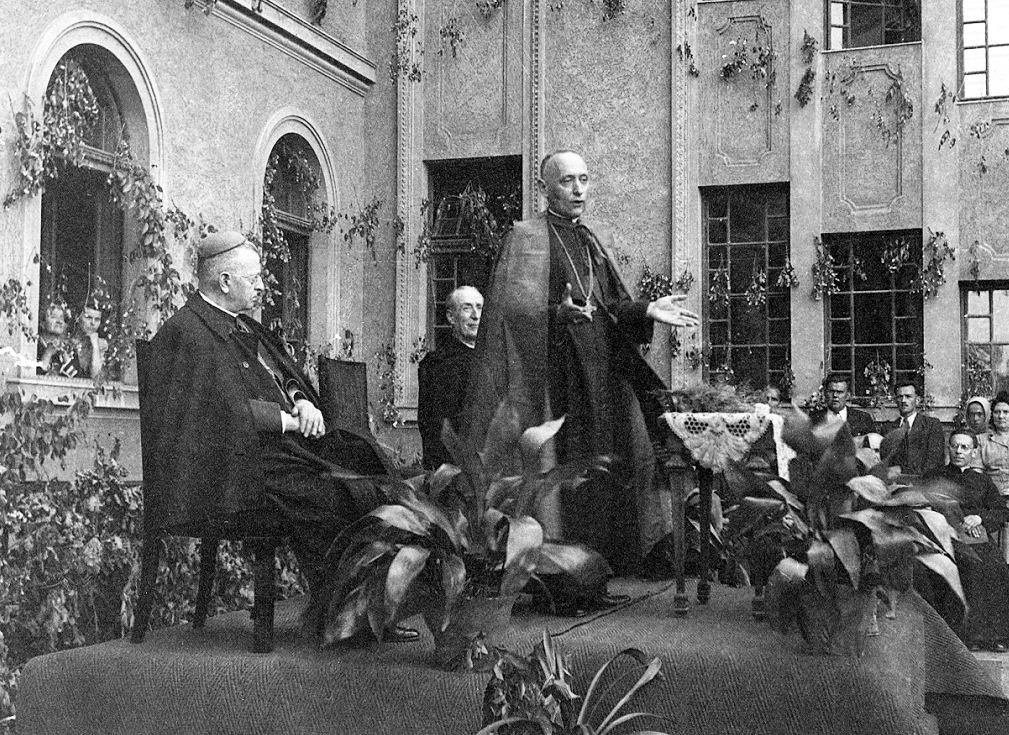
Cardinalul Mindszenty în 1947, în centru

József Mindszenty ([ˈjoːʒɛf ˈmindsɛnti]), născut József Pehm ([ˈjoːʒɛf pɛhm]) (n. 29 martie 1892, Csehimindszent, Districtul Vasvár, Vas, Ungaria – d. 6 mai 1975, Viena, Austria), a fost un arhiepiscop și cardinal maghiar, cunoscut pentru faptul că a fost un oponent înverșunat al dictaturilor fasciste și comuniste din țara sa. Închis în mai multe rânduri și torturat pentru tenacitatea sa în credința creștină, a fost recunoscut ca venerabil de către Biserica Catolică.

## Biografie

### Tânăr preot
József Pehm s-a născut în Csehimindszent, pe atunci parte a Imperiului Austro-Ungar. A crescut într-o familie care i-a insuflat un simț al muncii și o practică religioasă puternică. A fost primul din cei șase copii ai fermierului János (Johannes) Pehm și a soției sale Borbála Kovács.
A urmat școala elementară în satul său natal și, din 1903, liceul premonstratens din Szombathely. Acolo a fost și membru al Tineretului Catolic și prefect al unei congregații de tineret. În 1911 a intrat în seminarul mare de acolo. După studiile de teologie, a fost hirotonit preot la 12 iunie 1915. Inițial a fost capelan în Felsőpaty (Municipiul Rábapaty), unde a slujit timp de 25 de ani, iar acolo a scris prima sa carte „Mama”. Episcopul său i-a remarcat zelul și i-a încredințat sarcina de a crea șapte noi parohii, ceea ce a dus la construirea a nouă biserici și a unei duzini de școli.    
Din 26 ianuarie 1917 a fost profesor de religie la liceul din Zalaegerszeg și a lucrat și redactor la săptămânalul comitatul Vas.
După prăbușirea Monarhiei Dualiste, Mihály Károlyi a venit la putere în octombrie 1918 și a proclamat Republica Ungară pe 16 noiembrie. Mindszenty a criticat guvernul de stânga în articole din ziare și a preluat conducerea Partidului Creștin nou înființat în campania electorală de la începutul anului 1919. Prin urmare, a fost arestat la 9 februarie 1919 și deținut în palatul episcopal din Szombathely. Chiar și după preluarea comunistă de către Béla Kun din 21 martie, acesta a rămas în arest și a fost eliberat abia pe 15 mai. Din moment ce i s-a interzis să vorbească în public, el a locuit inițial în localitatea sa natală.
După sfârșitul Republicii Maghiare a Sfaturilor a lui Béla Kun, s-a întors la Zalaegerszeg pe 2 august și a fost numit acolo preot orășenesc la 1 octombrie. A făcut să se construiască școli, să se construiască biserici noi și a fondat asociații religioase și bisericești. Deși a fost membru al consiliului comitatului și al orașului, a refuzat alte activități politice pentru a se concentra pe pastoral. În 1937 a fost numit prelat papal.
În 1941 și-a schimbat numele din Pehm (etnonim cu referire la pemi, adică cehi) în Mindszenty, preluând patronajul Mindszent („Toți Sfinții”) din satul său natal Csehimindszent (Mesentea Cehă).

### Episcop
La 3 martie 1944, în timp ce Ungaria era invadată de Germania nazistă, papa Pius al XII-lea l-a numit pe Mindszenty episcop al Diecezei de Veszprém. A fost consacrat câteva zile mai târziu, la 25 martie. A protestat împotriva arestărilor evreilor și s-a opus în mod deschis regimului fascist maghiar al Partidului Crucilor cu Săgeți. Acuzat de trădare, a fost arestat împreună cu 26 de preoți și seminariști și întemnițat la Sopron, unde a continuat să formeze seminariști în clandestinitate. A hirotonit 9 preoți în închisoare. Eliberat în aprilie 1945, a descoperit starea dezastruoasă a diecezei sale. Catedrala din Veszprém a fost devastată, iar clădirile bisericii jefuite. Confruntat cu mizeria populației, el s-a dedicat ajutorării celor care pierduseră totul.
La 2 octombrie 1945 papa Pius al XII-lea l-a numit arhiepiscop mitropolit de Esztergom și primat al Ungariei, cea mai înaltă poziție în ierarhia Bisericii Catolice din Ungaria. A acceptat doar din ascultare față de Papă și a declarat în timpul discursului de întronizare: „Acum vreau să fiu un bun păstor care, dacă va fi necesar, își va da viața pentru Biserica sa, pentru țara sa”. La Budapesta și Esztergom, a organizat ajutoare pentru cei mai afectați de război, ceea ce a atras suspiciunea autorităților comuniste, care susțineau o ideologie fără Dumnezeu.
În timpul consistoriului din 18 februarie 1946, papa Pius al XII-lea l-a creat cardinal cu titlul de cardinal-preot Basilicae S. Stephani in Caelio Monte. Imediat ce a fost numit cardinal, Mindszenty a lansat o mișcare de rugăciune în toată Ungaria, atrăgând zeci de mii de catolici în bisericile din țară. Regimul comunist a încercat să îl oprească, dar legitimitatea sa era mult prea puternică în rândul maghiarilor. A fost acuzat pe nedrept că ar fi fost un colaborator al naziștilor. Mindszenty nu s-a arătat iritat, ci, ca răspuns, a lansat un an marian în toată țara, care a culminat cu consacrarea Ungariei Fecioarei Maria, la 15 august 1947.
În anul următor, autoritățile comuniste au ripostat. După ce au preluat controlul asupra bisericilor protestante, au naționalizat școlile confesionale, inclusiv peste 3.000 de unități catolice. Pentru a destabiliza Biserica Catolică maghiară, au decis să îl aresteze pe liderul acesteia, cardinalul Mindszenty. Cardinalul Mindszenty se grăbea și, cunoscând abilitatea anchetatorilor staliniști de a obține mărturisiri prin tortură, a scris cu 6 zile înainte de arestare: „Întrucât nu am luat niciodată parte la nicio conspirație, nu voi demisiona, nu voi vorbi. Dacă, după aceea, veți afla că am recunoscut una sau alta, chiar și autentificată prin semnătura mea, trebuie să știți că o astfel de declarație va fi doar o consecință a fragilității umane. În același mod, consider nulă și neavenită orice mărturisire, oricare ar fi ea, care mi-ar fi atribuită de azi înainte.”

### Procesul
La 26 decembrie 1948, cardinalul Mindszenty a fost arestat și acuzat de trădare, conspirație și nerespectarea legilor regimului. Interogatoriile și torturile au început în aceeași zi. A fost injectat cu un amestec de medicamente pentru a se organiza un proces public, cu scopul de a zdrobi rezistența catolicilor maghiari. Obligat să stea în picioare până la 82 de ore la rând, a fost interogat non-stop, zi și noapte. Mindszenty a privit neputincios cum a fost distrus treptat. În cele din urmă, a semnat o mărturisire, dar a adăugat că „a acționat sub constrângere”. Această propoziție i-a adus alte bătăi. La proces, a „mărturisit”, sub constrângere, tot ceea ce i se imputase.
La finalul procesului său, în 1949, a fost condamnat la închisoare pe viață. Având în vedere starea sa de sănătate dezastruoasă, cardinalul Mindszenty a fost trimis direct la infirmeria închisorii. Papa Pius al XII-lea i-a excomunicat imediat pe toți cei implicați în procesul și condamnarea sa. În închisoare, cardinalul Mindszenty a rămas tenace în credința sa creștină, petrecând ore îndelungate în rugăciune, în ciuda torturilor regulate și a presiunii psihologice.

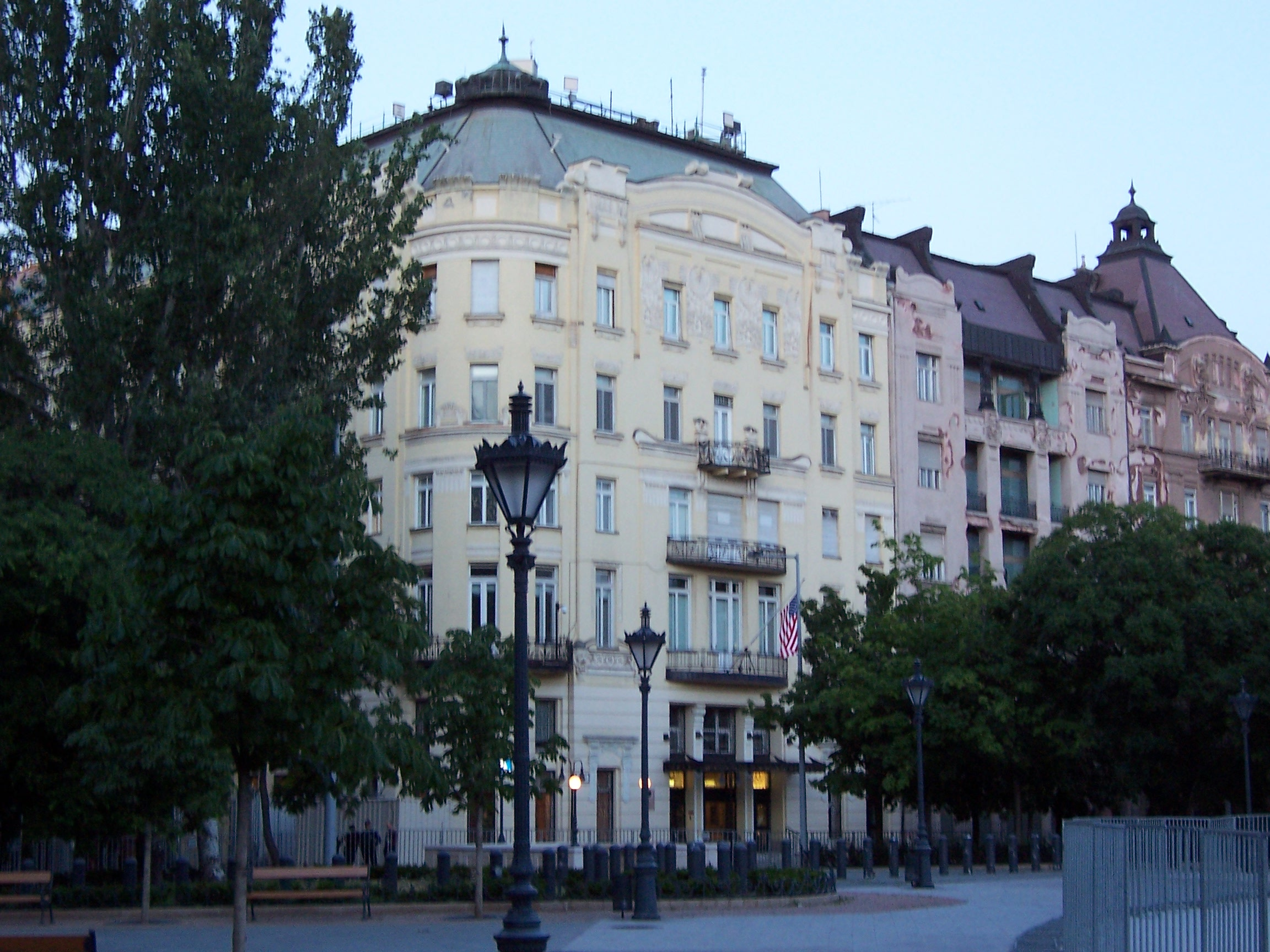
Ambasada Statelor Unite ale Americii în Ungaria

În octombrie 1956, Budapesta s-a revoltat împotriva regimului. Autoritățile au cedat presiunii și l-au eliberat pe cardinalul Mindszenty. Acesta a avut o intrare triumfală în capitala ungară. Imediat ce a fost eliberat, a dizolvat mișcarea Preoții Păcii, colaboratori ai regimului, și a ținut un discurs la radio, făcând apel la reconciliere națională. Regimul lui János Kádár avea să se folosească mai târziu de acest discurs, susținând că acesta a demonstrat natura intrinsec „contrarevoluționară” a evenimentelor din 1956. Când trupele sovietice au intervenit în Ungaria, Mindszenty a primit azil la ambasada SUA din Ungaria, la sfatul lui Zoltán Tildy. Căutat de poliția politică maghiară, nu a putut părăsi ambasada timp de 15 ani.

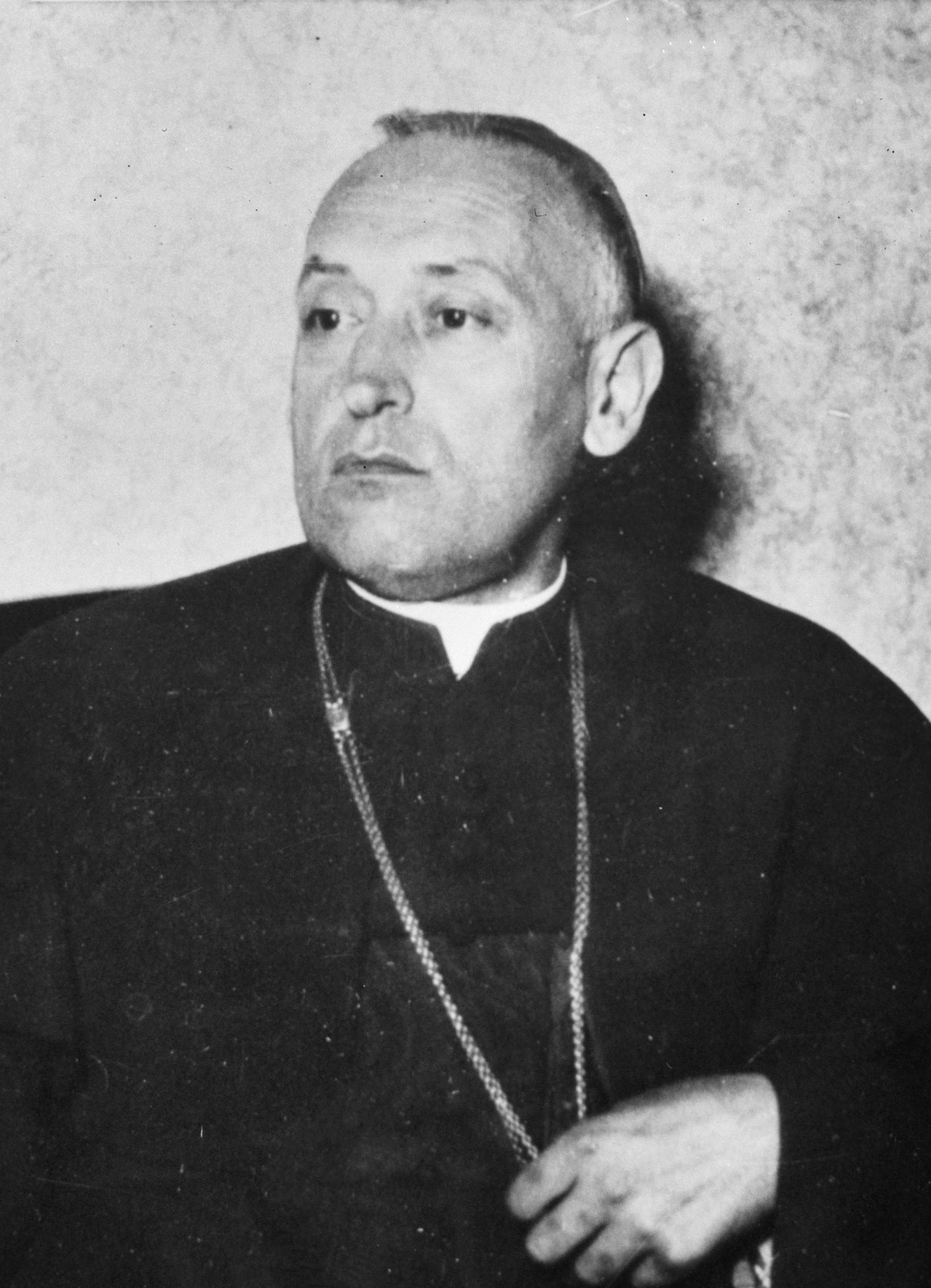
Cardinalul Mindszenty în 1962.

Cardinalul Mindszenty a privit neputincios cum episcopia maghiară a repus în drepturi preoții care au colaborat cu regimul. Treptat, a devenit o piedică în normalizarea relațiilor dintre Ungaria și Sfântul Scaun. În cele din urmă s-a ajuns la un compromis în 1971, când papa Paul al VI-lea l-a declarat „victimă a istoriei” (și nu a comunismului) și a ridicat excomunicarea din 1949. Mindszenty a putut apoi să părăsească Ungaria.

### Exilul și sfârșitul vieții

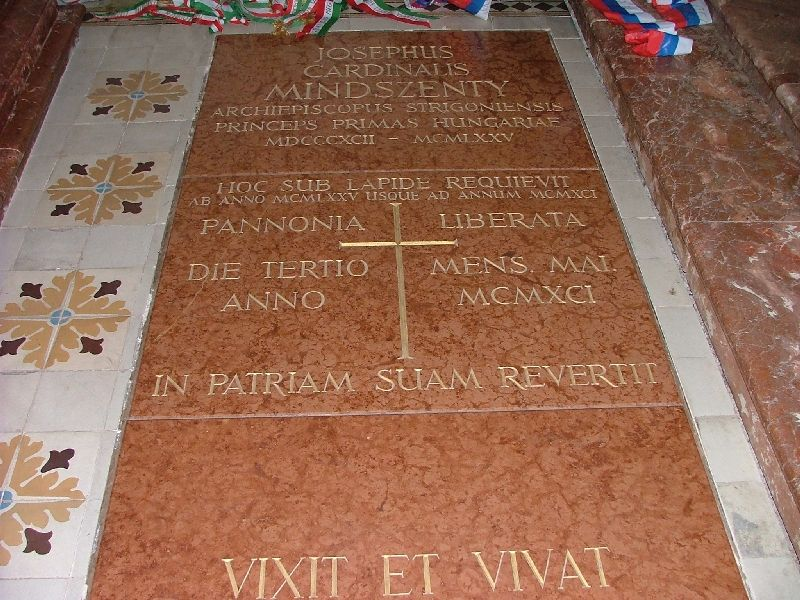
Mormântul Cardinalului Mindszenty în Bazilica Nașterea Sfintei Fecioare Maria din Mariazell, Stiria, Austria.

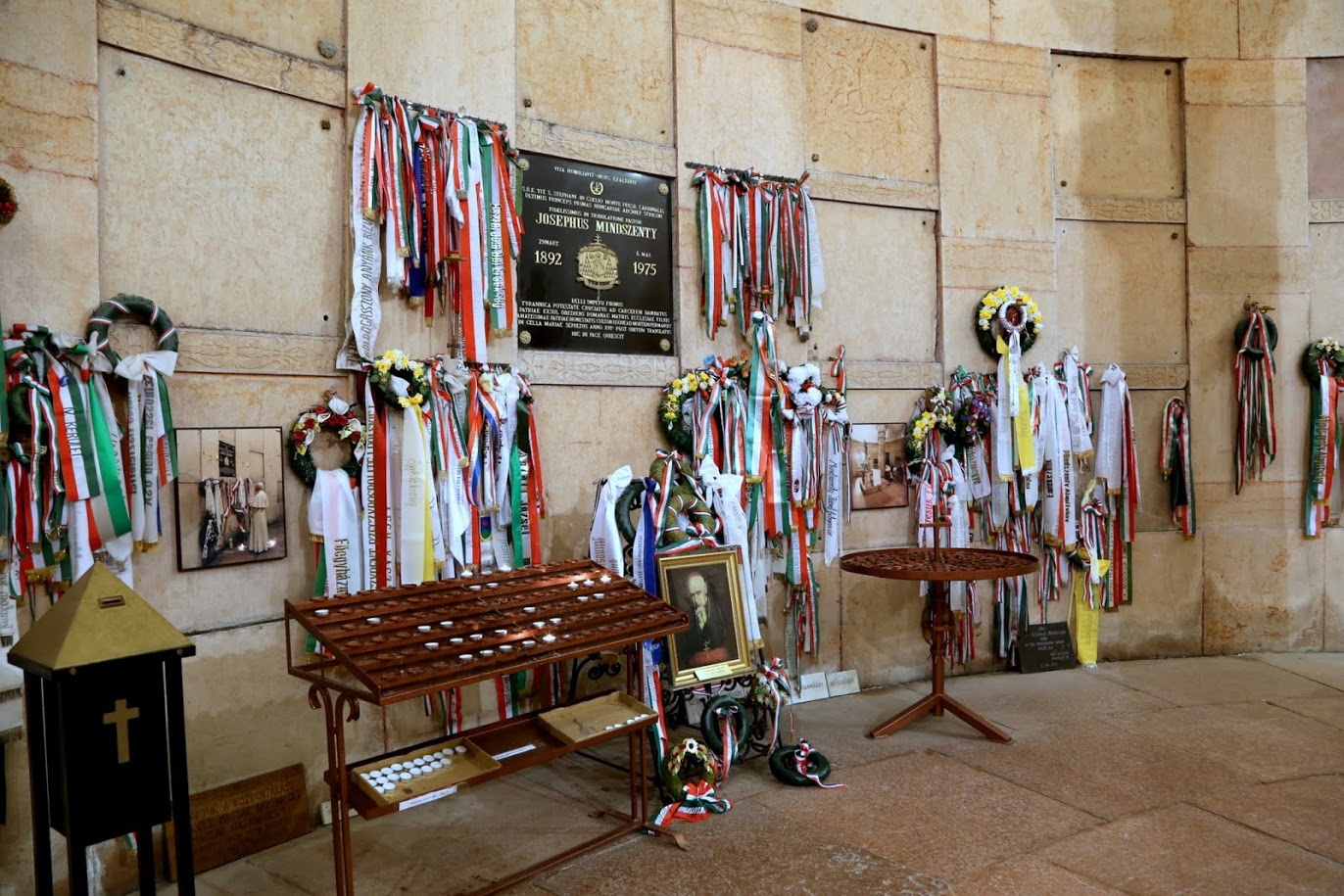
Mormântul Cardinalului Mindszenty în cripta Catedralei din Esztergom

La 28 septembrie 1971, cardinalul Mindszenty s-a mutat la Viena, locuind la Seminarul maghiar Pazmaneum, de pe Boltzmanngasse, care se află chiar lângă Ambasada SUA la Viena. Câteva zile mai târziu, a zburat la Roma, unde a concelebrat cu Paul al VI-lea slujba de deschidere a Sinodului în Bazilica Sfântul Petru. Cu această ocazie, Papa i-a adus un omagiu, prezentându-l ca pe un model de credință. 
Întrucât Vaticanul nu a îndeplinit dorința sa de a numi proprii episcopi auxiliari pentru maghiarii din străinătate, din mai 1972 a călătorit la maghiarii care trăiesc pe diferite continente și a predicat și cu aceste ocazii. Acest lucru a determinat protestul guvernului maghiar, care fusese de acord cu Vaticanul, în timpul negocierilor din iunie 1971 ca József Cardinal Mindszenty să se abțină de la toate activitățile politice, pastorale și literare. Însă Mindszenty nu fusese informat despre aceste condiții și probabil că nu ar fi fost de acord cu ele.
Sfântul Scaun i-a ordonat să nu mai scrie nimic altceva fără acordul său (pentru a păstra relațiile diplomatice cu Ungaria). 
Pentru a normaliza în continuare relațiile cu Ungaria condusă de comuniști, Papa i-a cerut să demisioneze din funcția de Arhiepiscop de Esztergom la 1 noiembrie 1973. Mindszenty a refuzat. Cu toate acestea, episcopia a fost declarată vacantă la 18 decembrie. Arhiepiscopul depus a cerut revocarea acestei hotărâri la 7 ianuarie 1974, dar a fost demis din funcție pe 5 februarie, din motive pastorale. Totuși Papa a refuzat să numească un nou primat al Ungariei cât timp Mindszenty era în viață. Abia în 1976, titlul a fost acordat din nou episcopului László Lékai, care a fost mai degrabă conciliant față de regimul comunist. Cardinalul a trăit aceste evenimente cu multă durere, pe care le-a acceptat totuși cu supunere, din loialitate față de Biserică și pentru a menține pacea diplomatică.
József Cardinal Mindszenty și-a petrecut ultimii ani din viață vizitând diaspora maghiară, îndemnând-o să își păstreze credința catolică. A murit la 6 mai 1975, la Viena. A fost înmormântat pe 15 mai în bazilica de pelerinaj din Mariazell (Stiria) lângă mormântul predecesorului său, primatul János Scitovszky, care a murit în 1866.
Conform testamentului său, rămășițele pământești ale Cardinalului Mindszenty urmau să fie transferate la Esztergom doar atunci când „steaua fără de Dumnezeu a Moscovei va cădea de pe cerul Mariei și al Sfântului Ștefan”. Acest lucru a avut loc după retragerea puterii de ocupație sovietice, la 4 mai 1991. A fost înmormântat în cripta Catedralei Sfântul Adalbert din Esztergom. Pe epitaful său a fost pusă următoarea inscripție latină: „Vita humiliavit – mors exaltavit”, în română: „Viața l-a umilit, moartea l-a înălțat.”
A fost reabilitat postum, iar condamnările împotriva lui au fost anulate.
József Mindszenty a fost ultimul Arhiepiscop de Esztergom căruia i sa permis să poarte titlul de Prinț Primat al Ungariei (în latină: Princeps Primas Hungariae).

## Beatificare

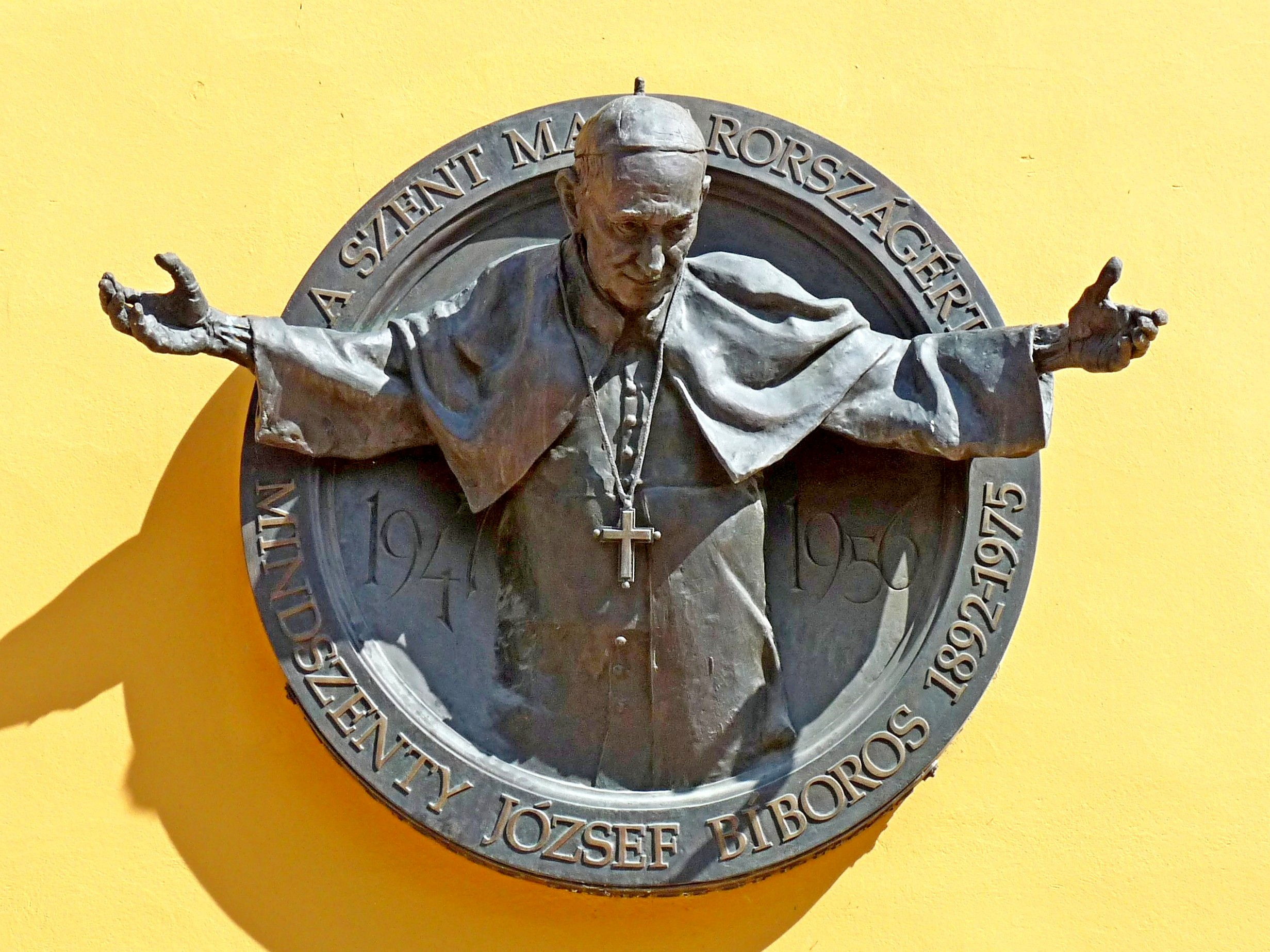
Placă în onoarea cardinalului Mindszenty

Cauza de beatificare și canonizare a cardinalului Mindszenty a început la Esztergom, la 19 martie 1994. Ancheta diecezană pentru colectarea mărturiilor despre viața sa a fost finalizată la 17 octombrie 1996 și trimisă la Roma pentru a fi studiată de Congregația pentru Cauzele Sfinților.
În urma rapoartelor pozitive ale diferitelor comisii privind sfințenia cardinalului Mindszenty, Papa Francisc i-a recunoscut virtuțile eroice la 12 februarie 2019, acordându-i titlul de venerabil.
Este prima etapă înainte de canonizare.

## Lucrări
- Mémoires, la Table ronde, Paris, 1974.
- La Mère, miroir de Dieu, Mame, Paris, 1953 ; Mame, Paris, 1976, Deuxième édition, réalisée à la demande de l'Association Présence du cardinal J. Mindszenty, Strasbourg ; troisième édition, Éditions Saint-Rémi, 2006.
- Balogh Margit: Mindszenty József 1892-1975, Budapest, 2015.